# Bariera wysokościowa
Bariera wysokościowa – wysokość nad powierzchnią Ziemi, powyżej której stężenie tlenu jest niewystarczające do działania silników wykorzystujących tlen, lub powyżej której gęstość atmosfery jest za mała, aby powstać mogła wystarczająco duża siła nośna na powierzchniach obiektu latającego.